# Ingolf Kühn
Ingolf Kühn (* 1967 in Menden) ist ein deutscher Biologe und Professor für Makroökologie an der Martin-Luther-Universität Halle-Wittenberg (seit 2014) sowie Leiter des Departments Biozönoseforschung am Helmholtz-Zentrum für Umweltforschung – UFZ in Halle (Saale).

## Wissenschaftliche Laufbahn
Ingolf Kühn studierte Biologie und Geographie an der Westfälischen Wilhelms-Universität Münster und der Ruhr-Universität Bochum. Er promovierte im Jahr 2000 in Biologie an der Ruhr-Universität Bochum bei Henning Haeupler.

## Forschungstätigkeit
Kühns Forschungsschwerpunkt liegt im Bereich Auswirkungen des globalen Wandels, insbesondere biologischer Invasionen auf natürliche Systeme. Weiterhin untersucht er Verbreitungsmuster von Pflanzen und deren biologischer Merkmale in Abhängigkeit von Umweltfaktoren. Hierzu entwickelte auch neue statistische Analysemethoden. Er ist seit 2022 Leiter des Departments Biozönoseforschung sowie gemeinsam mit Ralf Seppelt Sprecher der Integrierten Plattform Sustainable future land use am Helmholtz-Zentrum für Umweltforschung. Kühn zählt weltweit zu den meistzitierten Wissenschaftlern seines Fachgebietes und ist Herausgeber der internationalen Fachzeitschrift NeoBiota. Im Jahr 2010 erhielt er einen Ruf auf den Lehrstuhl für Landschaftsökologie und Vegetationskunde der Universität Hohenheim, den er ablehnte. Er ist Mitglied im Deutschen Zentrum für integrative Biodiversitätsforschung (iDiv) Halle-Jena-Leipzig.

## Publikationen
- G. Carl, I. Kühn: Spind: a package for computing spatially corrected accuracy measures. In: Ecography, Band 40, 2017, S. 675–682; doi:10.1111/ecog.02593.
- I. Kühn, J. Wolf, A. Schneider: Is there an urban effect in alien plant invasions? In: Biological Invasions, Band 19, 2017, S. 3505–3513; doi:10.1007/s10530-017-1591-1.
- G. Carl, D. Doktor, O. Schweiger, I. Kühn: Assessing relative variable importance across different spatial scales: a two-dimensional wavelet analysis. In: Journal of Biogeography, Band 43, 2016, S. 2502–2512.
- A. M. Manceur, I. Kühn: Inferring model-based probability of occurrence from preferentially sampled data with uncertain absences using expert knowledge. In: Methods in Ecology and Evolution, Band 5, 2014, S. 739–750; doi:10.1111/2041-210x.12224.
- E. C. Küster, I. Kühn, H. Bruelheide, S. Klotz: Trait interactions help explain plant invasion success in the German flora. In: Journal of Ecology, Band 96, 2008, S. 860–868.
- S. Pompe, F.-W., Hanspach, J. Badeck, S. Klotz, W. Thuiller, I. Kühn: Projecting impact on plant distributions under climate change – a case study from Germany. In: Biology Letters, Band 4, 2008, S. 564–567.